# Auszahlung
Als Auszahlung bezeichnet man im Rechnungswesen einen Abfluss an Zahlungsmitteln aus einem Zahlungsmittelbestand. Komplementärbegriff ist die Einzahlung.

## Allgemeines

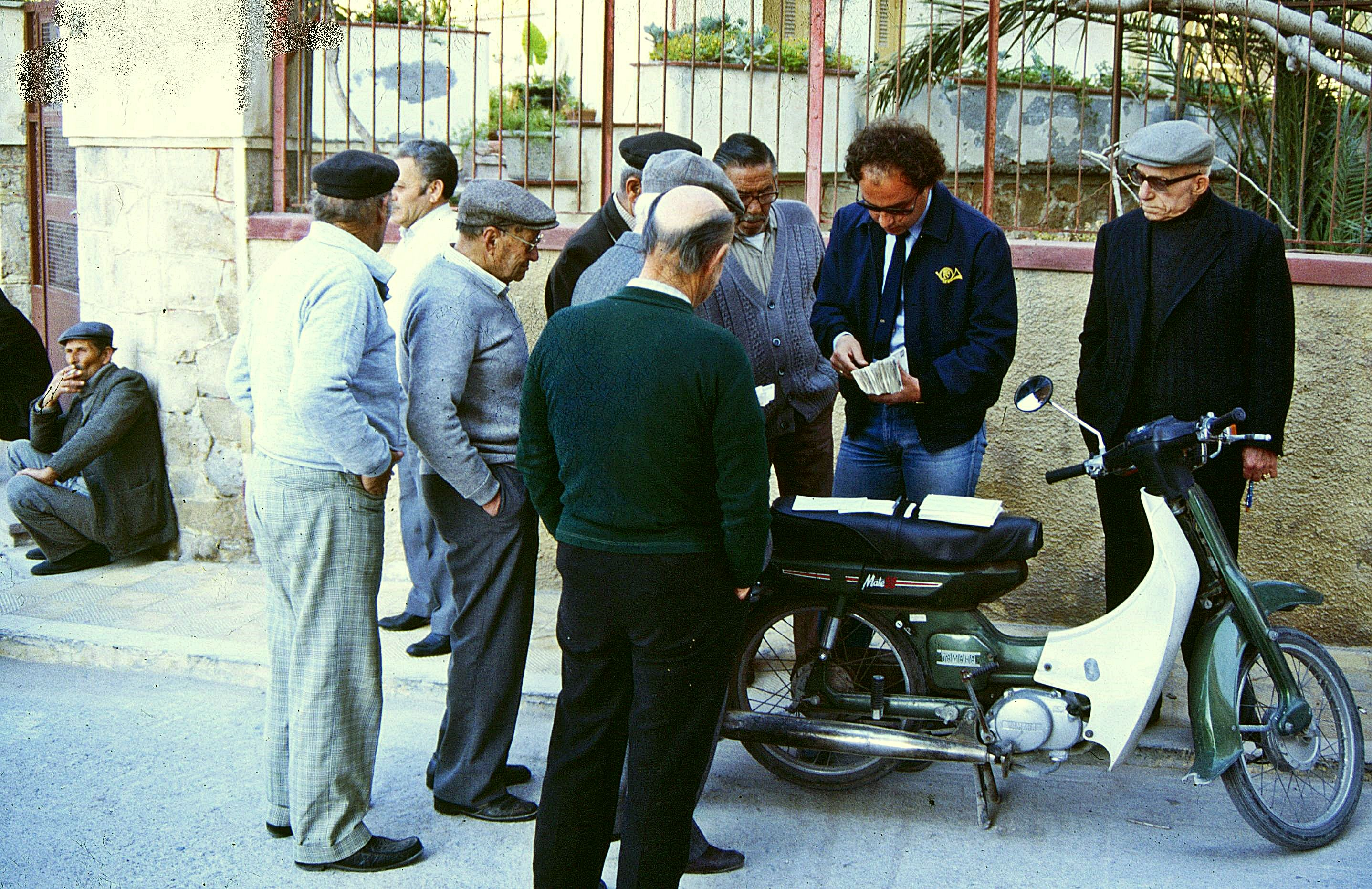
Die Auszahlung der Altersrente in Ägina, Griechenland (1987).

Die Begriffe Auszahlung und Einzahlung gehören zur Zahlungsmittelebene (sie betrachtet Stromgrößen). Eine Auszahlung vermindert den Zahlungsmittelbestand (Kassenbestand, Bankguthaben, Schecks), aber nicht notwendigerweise auch das Geldvermögen, zu dem auch kurzfristige Forderungen und Verbindlichkeiten gehören. Auszahlungen und Einzahlungen werden zum Cash-Flow verrechnet und wirken sich auf die Liquidität aus.

## Abgrenzung Auszahlung/Ausgabe
Auszahlungen und Ausgaben sind stets dann identisch, wenn sich sowohl der Zahlungsmittelbestand als auch das Geldvermögen ändern. So führt der Geschäftsvorfall der Barzahlung eines Wareneinkaufs zur Minderung des Kassenbestands und damit zur Minderung des Geldvermögens.
```
   
Zahlungsmittelbestand
  (-)
   + 
Forderungen
          (0)
   - 
Verbindlichkeiten
    (0)
   = 
Geldvermögen
         (-)
```

Auszahlungen und Ausgaben sind dagegen nicht identisch, wenn Kreditvorgänge stattfinden. Wird der Wareneinkauf mit Zahlungsziel getätigt, so erhöhen sich durch diesen Lieferantenkredit die Kreditoren (Verbindlichkeiten) und führen zu einer Verringerung des Geldvermögens. Es liegt dann zwar eine Ausgabe vor, die Auszahlung erfolgt jedoch erst bei Ablauf des Zahlungsziels durch Verfügung über Zahlungsmittel.
```
   Zahlungsmittelbestand  (0)
   + Forderungen          (0)
   - Verbindlichkeiten    (+)
   = Geldvermögen         (-)
```

Ausgabenlose Auszahlungen verringern den Zahlungsmittelbestand und die Verbindlichkeiten oder erhöhen die Forderungen. Hierzu gehört beispielsweise die Tilgung von Krediten durch den Kreditnehmer mittels Überweisung aus seinem Bankguthaben. Auszahlungslose Ausgaben berühren dagegen nicht den Zahlungsmittelbestand und verändern ausschließlich das Geldvermögen. Beispiel hierfür ist der Wareneinkauf mit Zahlungsziel.

## Abgrenzung Auszahlung/Aufwand
Auszahlung und Aufwand sind identisch, wenn dem Zahlungsmittelabfluss ein Aufwandsposten in der Gewinn- und Verlustrechnung gegenübersteht. Werden beispielsweise Lohn/Gehalt (Personalaufwand) an Arbeitnehmer durch Barzahlung aus dem Kassenbestand bezahlt, stimmen Auszahlung und Aufwand überein. Auszahlungen und Aufwand sind nicht identisch, wenn etwa eine abnutzungsbedingte Abschreibung auf das Anlagevermögen vorgenommen wird; ihr steht keine Auszahlung gegenüber.